# Petrovo Brdo
Petrovo Brdo je razloženo naselje v zatrepu Baške grape v Občini Tolmin.
Naselje leži vrh 803 mnm visokega prevala ob cesti Železniki - Bača pri Modreju na razvodju med Baško grapo in Selško dolino oziroma na razvodnici med Savo in Sočo. Kraj je bil v preteklih stoletjih prometno težko dostopen kljub temu, da je preko prevala vodila pomembna tovorniška pot iz Selške v Baško dolino. Ta prometna pot je bila urejena že v poznem srednjem veku. Dostop do kraja pa je olajšala leta 1903 razširjena cesta do Podbrda in 1959 prav tako razširjena ceta proti Bohinjski Bistrici čez Soriško planino.

## Zgodovina
V starih listinah se naselje prvič omenja 1523 pod nemškim imenom Peterlinseckh. Do 19. stoletja so bile tu le štiri gorske kmetije. Vas je nastala v okviru srednjeveške kolonizacije kmetov tirolske Pustriške doline. Sodila je v rihtarijo trinajstih vasi z imenom Rut (glej tudi zgodovino naselja Rut). Na celotnem območju se je tirolsko narečje ohranilo do 18. stoletja. O njem pričajo nekatera ledinska in zemljepisna imena. Med obema svetovnima vojnama se naselje, ki je ležalo ob meji z Italijo ni razvijalo. V bližini prevala so Italijani postavili veliko zgradbo za obmejno postojanko, ki je po koncu 2. svetovne vojne služila zdravilišču za pljučne bolezni iz Golnika.
Petrovo Brdo je izhodišče planinskih poti proti goram Porezen (1630 mnm) na jugu in Slatnik (1609 mnm) na severu.